# أفضل هداف دولي في العالم 1999
أحرز اللاعب الأسباني المخضرم راؤول غونزاليس لقب هداف العالم لعام 1999 برصيد 14 هدفا بحسب ما أعلن الاتحاد الدولي لتاريخ وإحصائيات كرة القدم.
وسجل راؤول 10 أهداف مع المنتخب بالإضافة إلى 4 أهداف مع ريال مدريد في منافسات دوري أبطال أوروبا، وجاءت القائمة لابراز الهدافين خلال العام، كما هو موضح في الجدول التالي.

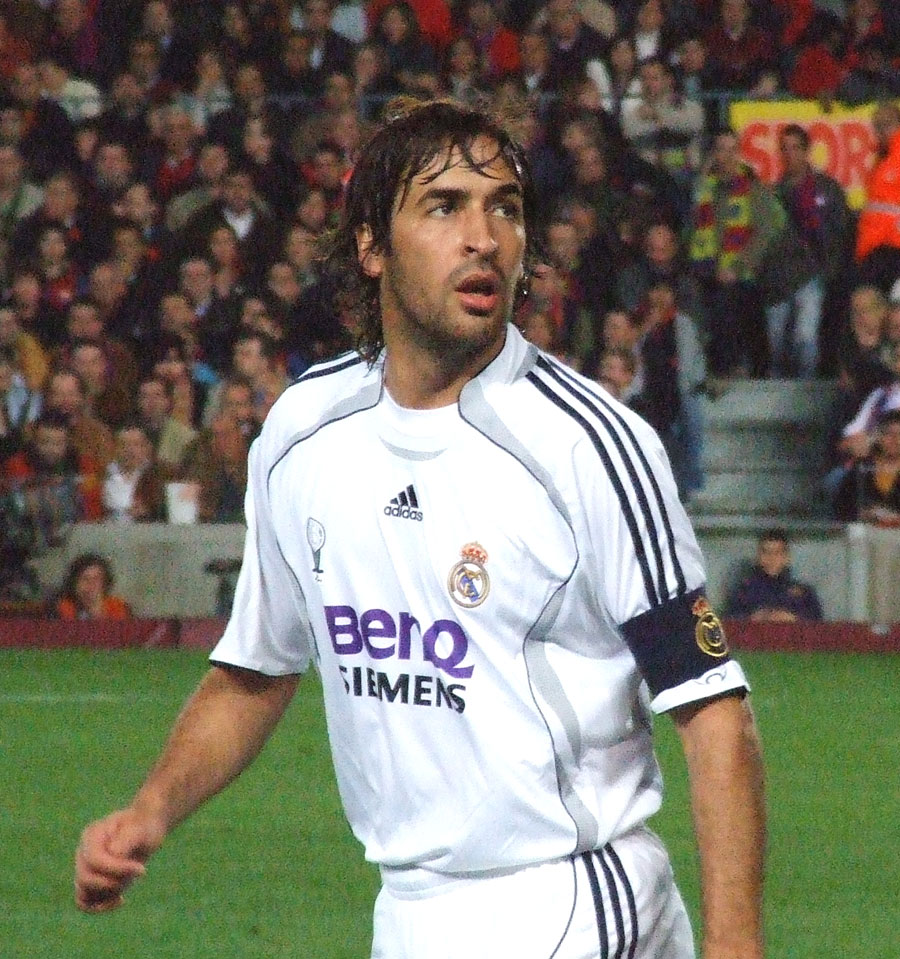
راؤول هداف العالم لعام 1999

| التصنيف | لاعب              | البلد     | الإجمالي | اهدافه في المنتخب | اهدافه في الاندية | النادي         |
| ------- | ----------------- | --------- | -------- | ----------------- | ----------------- | -------------- |
| 1       | راؤول             | إسبانيا   | 14       | 10                | 4                 | ريال مدريد     |
| 2       | ريفالدو           | البرازيل  | 13       | 8                 | 5                 | برشلونــة      |
| 3       | اليساندرو دي سوزا | البرازيل  | 13       | 6                 | 7                 | بالميراس       |
| 4       | بدران الشقران     | الأردن    | 12       | 12                | 0                 | الرمثا         |
| 5       | أندريه فلو        | النرويج   | 12       | 6                 | 6                 | تشلسي          |
| 6       | فاليري كاربن      | روسيا     | 11       | 6                 | 5                 | سيلتا فيغو     |
| 7       | سيرجي ريبروف      | أوكرانيا  | 11       | 4                 | 7                 | دينامو كييف    |
| 8       | رولاندو فونسيكا   | كوستاريكا | 10       | 8                 | 2                 | نادي الاتصالات |
| 9       | زلاتكو زاهوفيتش   | سلوفينيا  | 10       | 8                 | 2                 | أوليمبياكوس    |
| 10      | لويس أنريكه       | إسبانيا   | 10       | 4                 | 6                 | برشلونة        |
| 11      | حسام حسن          | مصر       | 10       | 4                 | 6                 | الاهلي         |

## مواضيع ذات صلة
- أفضل هدّاف العالم
- كرة قدم
- رياضة

## وصلات خارجية
- الموقع الرسمــي